# 伊根の舟屋
伊根の舟屋（いねのふなや）は、京都府与謝郡伊根町の伊根湾（伊根浦）沿いの海面すれすれに立ち並ぶ船倉兼民家で、1階に船の収納庫、上階に住居を備えた、この地区独特の伝統的建造物である。この景観に人口2千人ほどの町に年間30万人超の観光客が訪れている。
伊根の舟屋が建つ地区は、重要伝統的建造物群保存地区として選定されているため、伊根町伊根浦伝統的建造物群保存地区についても詳述する。

## 伊根の地理・歴史

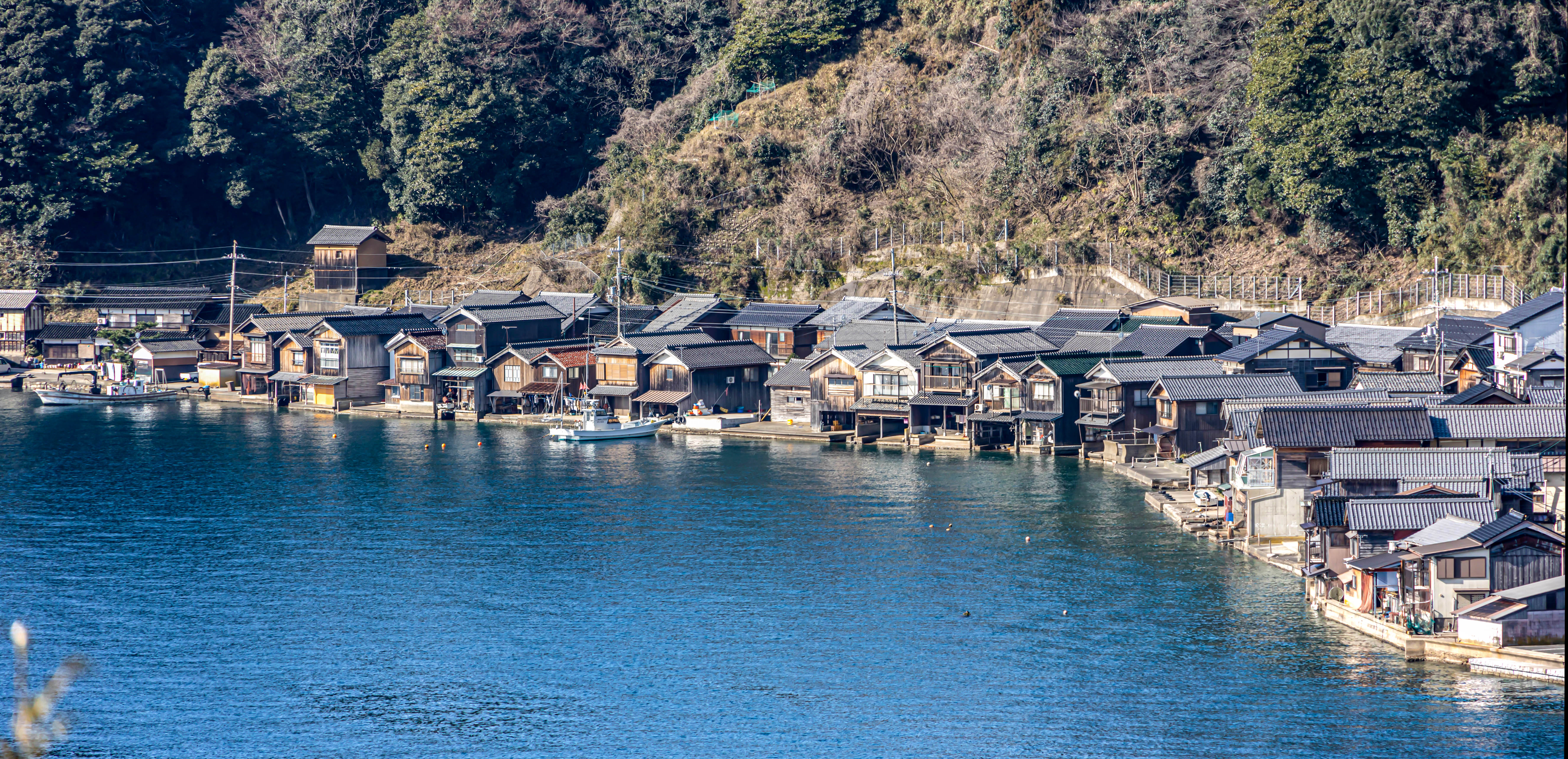
沿岸に立ち並ぶ舟屋群

伊根は伊根町字亀島、字平田、字日出からなり、古くは伊禰の浦、現在では伊根浦ともよばれている。伊根浦は、東、西、北側の三方を丹後半島の山々に囲まれているため、日本海側からの季節風がさえぎられる地形である。また伊根湾は日本海側からの荒波が入りにくい南向きに開口し、また湾口の真中には、大小二つの島からなる面積計約5 haの青島があり、湾の入り口を二分し伊根湾にとって防波堤の役割となっている。そのため伊根湾内の波は穏やかである。また三方を囲んでいる山は硬い岩山で傾斜が急なまま海低にまで続き、水深が急激に深くなり、波を起こしにくい地形を形成している。また潮の干満の差も少なく年間の平均潮位差は50 cm程度である。山の急な斜面が伊根湾の海岸線まで迫っていることから、元の集落は現在の集落のように海沿いに並んでいたのではなく、現・集落の背後にある山の中腹が生活圏となっており、住居や畑、 道路や寺社などが段々に建ち並んでいた。そのため出漁のたびに浜へ降り作業をするが、海岸線からすぐ傾斜が急な山の斜面となり、平地が少なく漁具を干したり漁船を陸地に上げるには狭く手間もかかる。そのため先人たちは、永年協力しあい山を削り僅かな平地を造り主屋や蔵を建て、海を埋めたて海際ぎりぎりに漁具、漁船を収納する舟倉としての舟屋を建て漁業への利便を図ったのが、舟屋の始まりとされる。当初、有力者などが狭い浜に主屋を建て住居が山腹から浜へ移っていき、次第に伊根湾沿岸部約5 km全域にわたり主屋や舟屋が連続する現在の町並みが形成されていった。
集落背後の山林や青島には、黒松や椎、赤松、欅、栗などが茂り良好な魚付林となっている。しかし、山を削り平地を広げているため、豪雨による山崩れが起きやすく、そのため近年、主屋の後方の急傾斜地の擁壁工事が行われ、高いコンクリートの壁に変わってきている。
伊根浦にいつごろ人が居住するようになったのかは不明であるが、伊根浦を見下ろす場所に大浦中尾古墳が発見され、発掘調査の結果6世紀末の古墳で、鉄直刀、鉄斧、鉄鏃、須恵器などが出土し、海を支配する豪族のものと考えられ、伊根浦周辺に古代から人が居住していたことが窺える。伊根の文献上の初見は、建久2年(1191年)「長講堂所領注文」でみられ、伊禰庄として記されている。
鴨長明は伊根について、次のように詠んでいる。
宮津市にある山王宮日吉神社に残る天文18年(1549年)の棟札に、浦刀禰や刀禰権守などの多くの有力者の名が書かれており、伊禰庄の有力者の名もあることから、中世中ごろには伊禰庄に集落が形成されていたと考えられている。刀禰権守については、網漁業の指導者にあったと考えられている。
元和8年(1622年)に京極高広が宮津藩主となり、旧・伊根庄の村落を含む158ケ村が藩領となっている。享保11年(1726年)には日出村、平田村、亀島村の3ケ村が存在し、現在の伊根浦の集落の原型ができていたと考えられている。日出村、平田村、亀島村の3ケ村は、丹後近海では最も恵まれた漁場を持っており、伊根浦三ケ村ともよばれ、宮津藩にとって非常に重要な漁村であったとされる。
江戸時代初期までは湾内漁業が中心であったが、寛永年間（1624年-1643年）には湾外でも漁業が行われるようになり、現在まで漁村集落として維持されてきた。

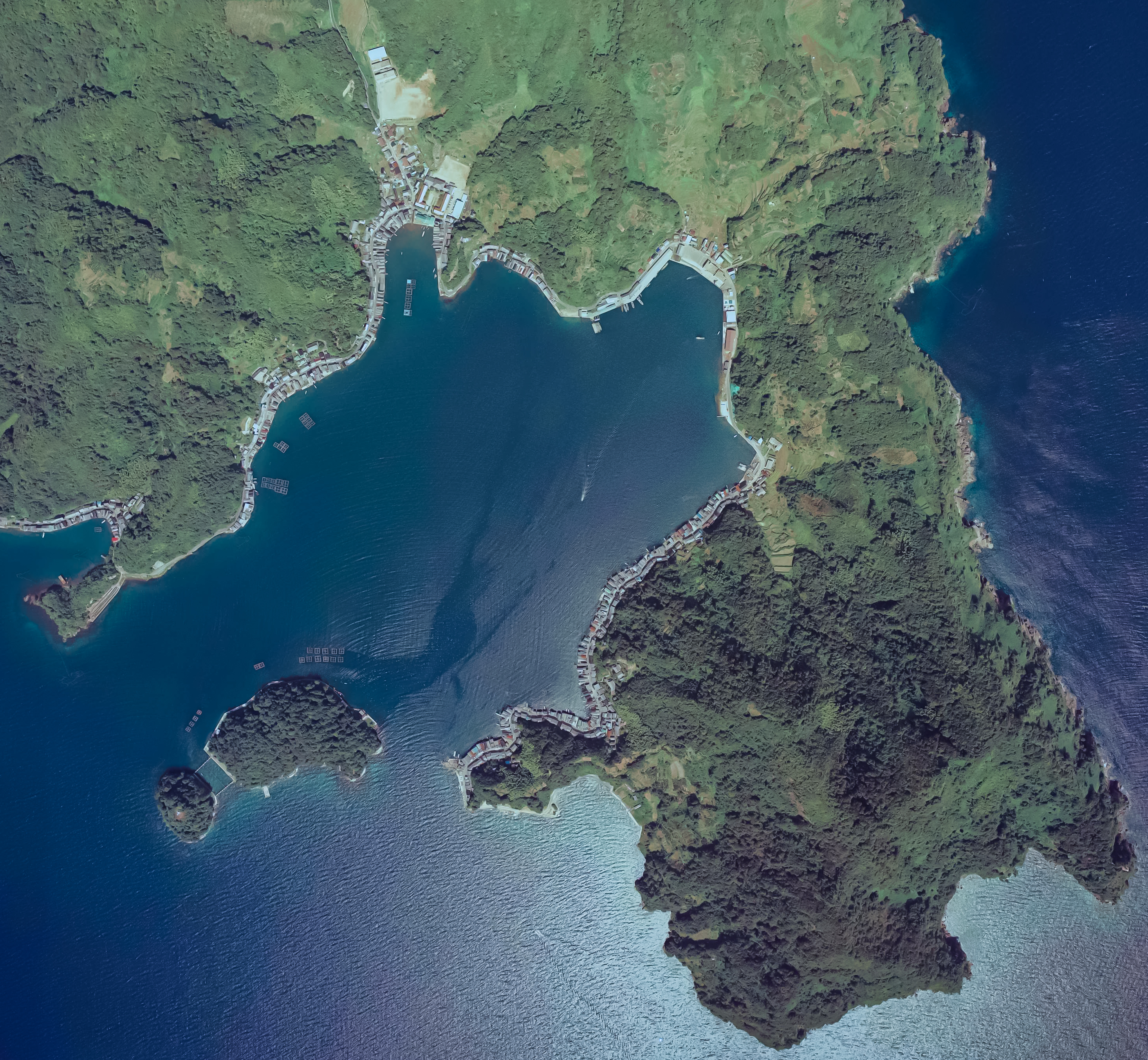
伊根湾沿岸に舟屋群が立ち並び、湾口に青島がある。
伊根湾周辺の空中写真（1975年）

### 青島
元禄2年（1689年）の『丹後与謝海図誌』には、「常緑樹が生い茂り」とあり、江戸中期ごろの『丹哥府志』には「椎の木が多く、鯨が入るところ」と記されていることから魚付林として繁茂していたことが窺える。平地が少ない伊根浦であるにもかかわらず、亀島村、平田村の両村の掟として、青島に人が住むことが禁止されており、また木の葉を拾うことや枯れ木を拾い集めることも厳重に禁止されていた。ただし蛭子神社、弁財天社、正法寺などの社寺が建っており、かつては亀島村の墓所もあった。また死人弔場とよばれる漂流死体を安置し死者を弔う建物が絵図に描かれている。これらのことは、青島は伊根浦にとって聖なる島であったことを表している。
また鯨遠小屋、鯨舟屋、鯨油小屋、鯨勘定屋があったが、捕鯨権は亀島村のみにあったため、これらの支配権は亀島村に帰属していた。また鯨が捕獲された場合、青島の蛭子神社の下に引き寄せ、亀島村の4部落が参加し競争入札をし、鯨の解体処分が終わると浜で供養を行っていた。

### 漁業

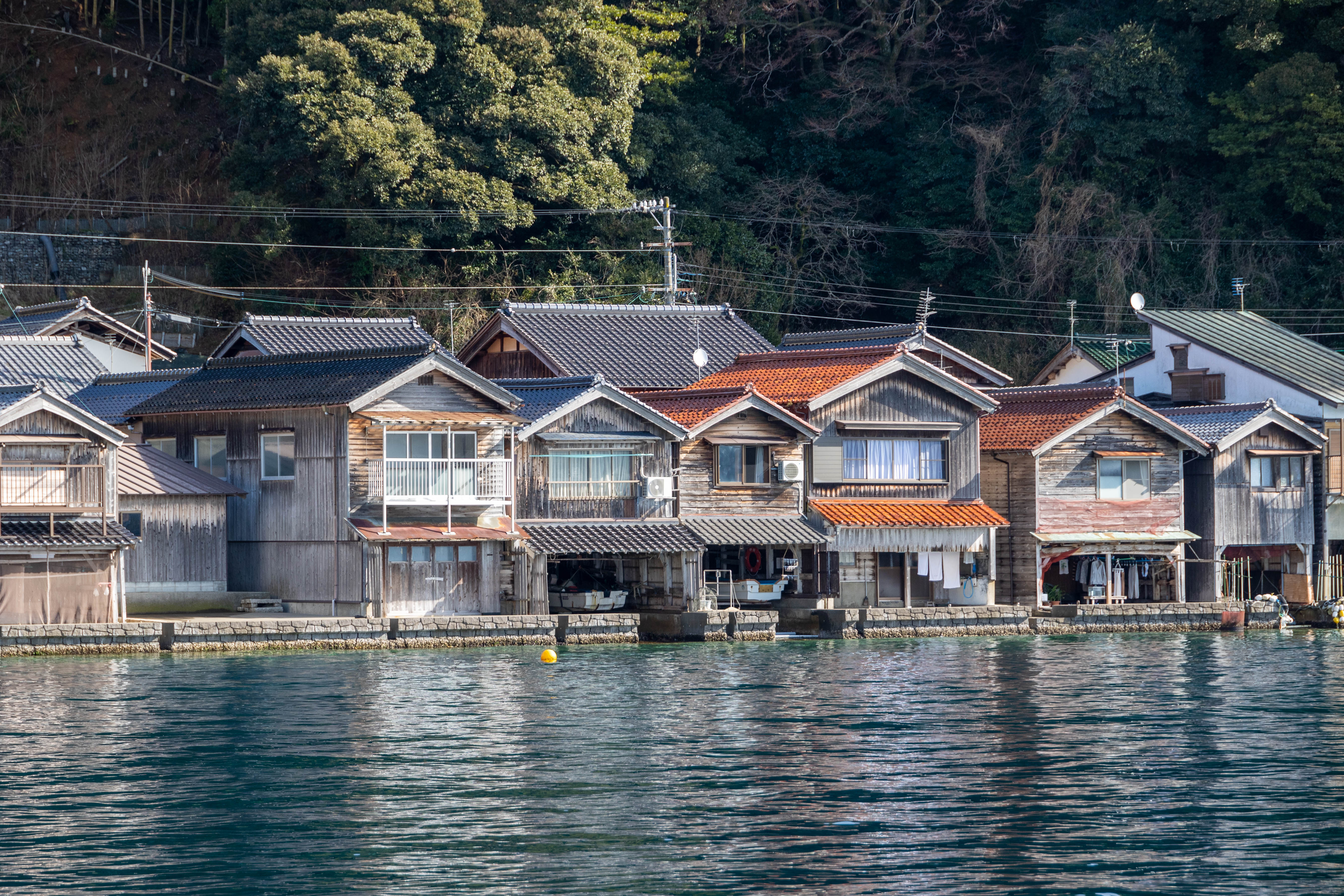
1階船倉部を住居に改造する舟屋も増えている。かつてのような間口全てが船倉として開放されている舟屋は少ない。

古くは室町時代から鰤刺網漁が行われていたが、江戸時代には鯨、鮪、鰹、鰤などの漁が盛んに行われるようになっている。捕鯨は天文年間のころから始められたとされ、当初は、亀島村、平田村に捕鯨権があったが、明暦2年（1656年）以降は亀島村が権利を独占することになった。『捕永代帳』に、明暦2年（1656年）から1913年（大正2年）までの258年分におよぶ捕鯨記録が残る。天和元年（1681年）や元文4年（1739年）には年間11頭の捕鯨が行われたと記録に残るが、江戸時代の年間平均捕鯨数は、記録からすると年2頭未満であったことがわかる。湾内に鯨が入った場合、湾外へ逃さないために、亀島村村民総出で青島を中心にし、その左右に網を張り湾口を塞ぎ、黒地、大浦などの入り江に追い込み捕獲していた。安政3年（1856年）になり、藩から湾外捕鯨が初めて許可されている。
伊根浦は好漁場に恵まれていたが漁場をめぐる争いが絶えなかったことが記録に残るが、捕鯨が始まったことで一致団結した漁船団での共同漁撈の必要性が生じ、それには共同漁撈により収穫を共同分配する必要が生じ、その方法として「株組織」が考えられた。それまでの鰤刺網組織による漁業権と田畑所有権も付属させ按分する「海山田地共」や「百姓株」とも呼ばれる株組織で、寛文8年（1668年）から2年の歳月を掛けその改革が行われた。亀山村75株、平田村37株、日出村12株の計124株に分けられ、1株につき2場の網を置くことができ、それに加え1反4畝6分の田畑の所有権が按分された。その総株数は江戸時代を通じほぼ固定していたとされる。慶長7年（1602年）の『日出村検地帳』によると、村内百姓で屋敷を所有する者17人、屋敷を所有しない者39人、他村に田畑を所有する者17人とあり、平地が少ないことから規模は大きくないと考えられるが、耕地を所有し直接生産者である本百姓として広範に存在していたことが窺える。しかし寛永17年（1640年）の『亀島免定』によると、村の総石高119石4升であるが、正租（年貢）116石6斗6升弱とあるが、収穫に対し約98 パーセントという高税率であった。また肴運上、鰤運上による運上金が銀3貫167匁とあり、それらを合計すると村の総年貢徴収高が村の総石高を軽く超える状態であった。そのため耕地を所有していても年貢を納めるために所有しているようなもので、実質の生活の糧は漁業によるものあり、必然的に漁業権1株に付き農地所有権を按分せざるを得なかったともいえ、本来の漁業権に田畑所有権を付け加えた背景の一つであったといえる。株を持つ者は百姓、持たないものは水呑とよばれ、社会的に大きな差異があったとされるが、延宝9年（1681年）の『田畑永代分ケ帳』によると、平田村では総戸数57戸で、株を保有しない者3戸と記録され、大多数の村民が株を保有していることから、株組織が一部の特権階級のための組織ではなく、民衆のための組織であったともいえる。
他にも宮津藩による漁業政策による圧政で搾取が続き漁民を苦しめることになっていが、例を挙げると「御用づくり」とよばれる鰤の上納の強制、宮津城下の直轄魚問屋への集荷強制、それに伴う買いたたき、支払い延滞による勘定不明、他地域の魚問屋への販売禁止などが行われ、それらは明治維新まで続いたとされる。
享保2年（1717年）の『諸色差出帖』によると、漁船数は亀島村240隻、平田村41隻と記されている。漁船は、伊根浦や丹後半島に独特のトモブト（艫太）やカンコとよばれる小型漁船が使われていた。
1901年（明治34年）に旧・漁業法が公布されると漁業組合を結成し鰤大敷網を共同購入したことで、1905年（明治38年）以降に莫大な利益が出始めた。このことで寛文から連綿と続いてきた「海山田地共」（百姓株）の株保有者が大いに潤うこととなった。しかし、このころには無株者の数が増えていたこともあり有株者に平等性を訴え、かつての124株から138株に増やされたが、対立は続き1926年（大正15年）に漁業組合が、有株者の権利を買収することで不平等を解消し、共同の漁場での共同漁撈、利益の共同分配をする大改革が行われている。
明治、大正、昭和において、伊根浦の漁獲高は京都府沿岸における水揚げ高の三分の一を占め、京都でも有数の漁村であった。1909年（明治42年）の『京都府漁連誌』に、亀山、日出、平田の総戸数は330戸で、人口が2016人で、その内で漁業従業者数は615人、漁船数は552隻と記録されている。

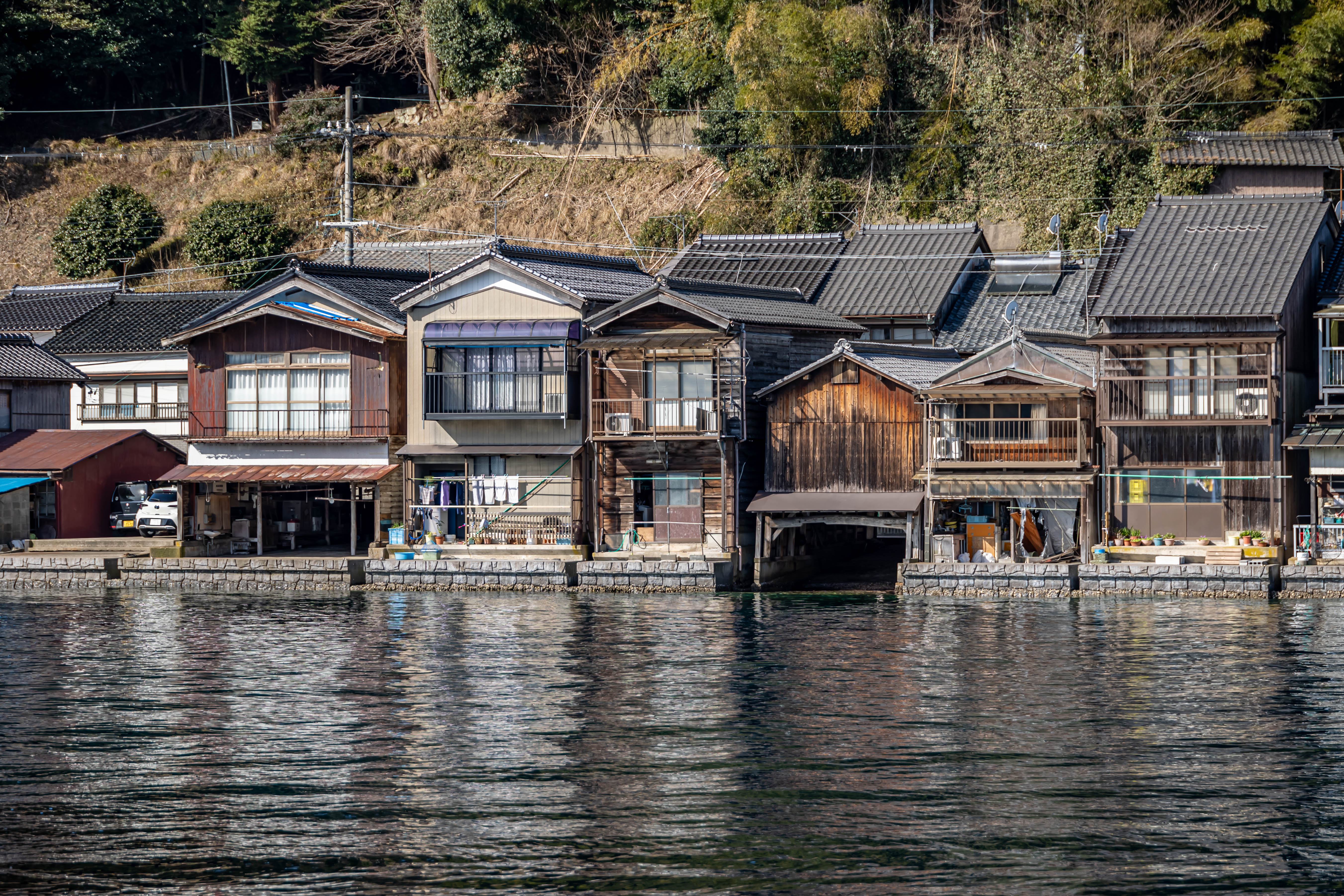
かつて2階に窓の無い舟屋（右から3軒目）が多かったが、2階に窓、ベランダを設置し住居に改造した舟屋が増えている。

## 舟屋
舟屋は、捕鯨、鰤漁などに使用した小型漁船のトモブト（艫太）やカンコを収納するための船倉として建てられているが、舟屋がいつごろ、どのように出現したかなどの歴史的背景は不明であるが、当初は草葺の平屋で、江戸時代後期に半2階になり、1893年（明治26年）、1894年（明治27年）の台風の被害があって以後に瓦葺き屋根が出現し、大正期、昭和初期の大火や、1931年（昭和6年）からの村内を通る道路拡幅工事により、多くの舟屋が建て替えられてきた。
本来の舟屋は、漁船、漁具を収納するための船倉であって、人が住める構造ではなかった。元の舟屋は、藁葺、茅葺などの草葺の平屋で、建築材は背後の山でとれる材料が使われ、梁には松の原木、栗を使用し、土台や柱は海水に強い椎が用いられ、周囲には古い船板を張ったり、縄むしろを吊り下げた粗末な囲いであった。その中には、小型漁船のトモブト（艫太）やカンコを収納し、その大きさは、間口の広さによって二艘引き、三艘引きの舟屋とよばれていた。

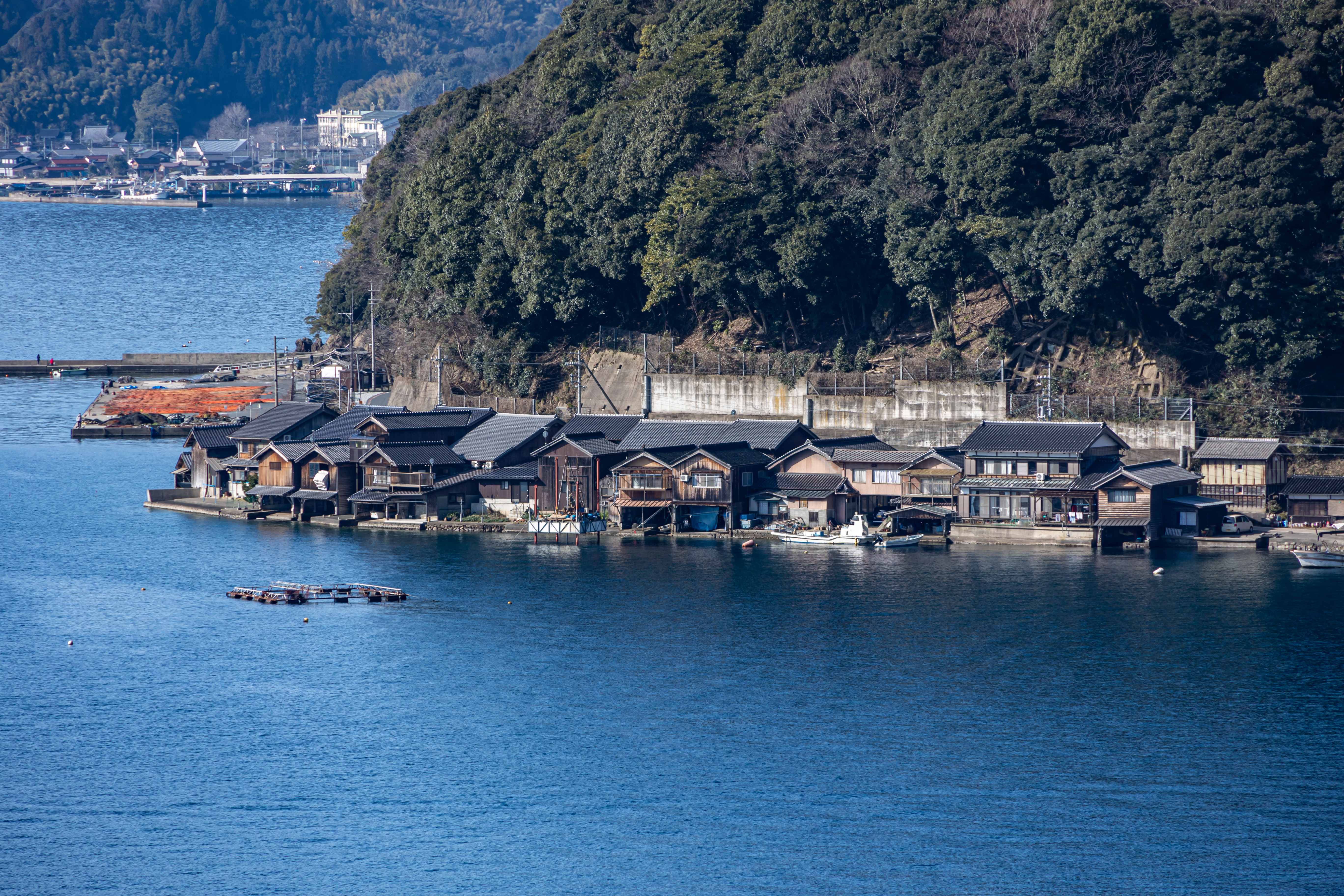
急傾斜の山と海の間の僅かな平地に建つ舟屋。背後はコンクリート擁壁となっている。

現在の舟屋は、瓦葺きで切妻造である。舟屋の多くは、間口4 m、奥行き10 m程度の2階建てで、湾に接した妻側の1階の間口全体に間口が開放され、船を引き上げるために内部の床面が石敷で海に向かって傾斜しており、満潮時に水面が1階床面の半分程度にまで上がってくるため、舟屋が海に浮いたような光景となる。この2階建ての舟屋は、1階は船の収納、2階は網や縄などの漁具を置く倉庫として、あるいは網の干場としても使用され、そのため2階の床板は張り詰めず、1階から漁具を引き上げやすいように「歩み板」とよばれる幅30 cm、厚さ6 cmの板を渡し、風通しや、水が垂れることに考慮されていた。また風通しのため壁のない舟屋も多かったが、時代の流れとともに、漁具、漁法や生活様式も変化し、舟屋の使用法も変化する。例えば、魚網が麻網から化繊網に変わったことで、化繊網は麻網のように干さなくて良いため、網を干すための部屋が不要となった。このようなことから、次第に2階部分の倉庫としての役割が減り、改築が進み人が住むようになる。古い舟屋は基礎が御影石の二段積や3段積であったが、現在は基礎がコンクリート造りとなり、また海側の開口部に石垣を造り海水が侵入するのを防ぐなどの改造をしている建物もある。舟屋の2階が住居として利用されるようになったことで増えてきたのが、窓などの開口部の増設である。またベランダが設けられている舟屋も増加している。また、外観は舟屋だが、民宿など他の用途に改造されている舟屋も増加している。

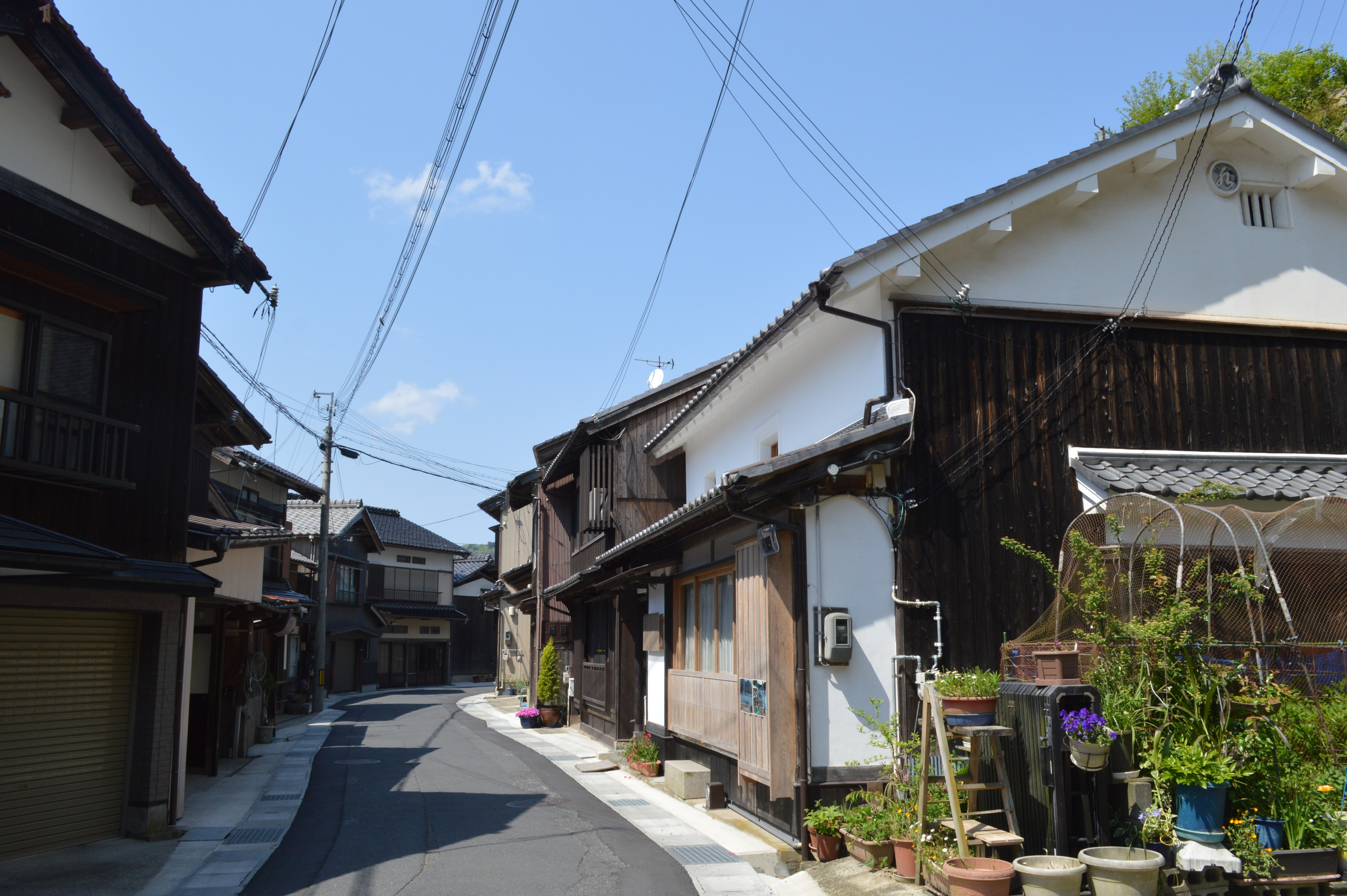
拡張された集落内道路（府道伊根港線）

## 保存地区の町並
保存地区は、南北に約1700 m、東西に約2650 m、面積は約310.2 haの範囲で、立石、耳鼻、亀山、高梨、西平田、東平田、大浦、日出地区から構成されている。大浦を除く地区に舟屋が残っているが、本来の舟屋の目的である船を引き上げることができる舟屋は立石、耳鼻、亀山地区に集中している。
伊根浦は海岸線まで山が迫っており、その集落の形態は海岸線に沿って通る道路を挟み、山側に平入の主屋群や蔵が建つが、主屋や蔵は傾斜地に建つものも少なくなく、海側には舟屋群が連続して並んでいる。舟屋と主屋は原則同一所有者で占められ、基本形式は短冊型の地割で、土蔵を有する家も多い。また、集落の中央付近の地域には、海側に漁協、農協、町役場、水産施設が、山側に神社、寺院、公共施設の小学校、幼稚園などが作られ、伊根湾を取り巻くように、海岸沿いに約5 kmの帯状に連続する舟屋群で形成された集落となっている。集落を通る道路は、元は集落形成時に人が通れる程度の狭い路地であったが、これは舟屋と主屋間の中庭的役割を持っていたといわれ、他集落への移動の主体は舟が主流で、主屋と舟屋の間にある中庭的なスペースが自然と繋がることで路地的通路ができていた。現在の集落を通る道路は府道伊根港線であるが、これは、1931年（昭和6年）から1940年（昭和15年）までの約10年の歳月を費やし拡張工事を行ったものである。総延長約5 kmにわたり幅員約4 mの道路を通しているが、主屋と舟屋との間の路地を拡幅したため、海を埋め立て主屋と近接して建っていた舟屋や土蔵が海側へと移設し、そのさいに多くの舟屋が二階建に変わっていった。また1880年（明治13年）より1950年（昭和25年）まで続くブリによる好景気によっても、草葺から瓦葺への改築、また2階建てへの建て替えが進んだ一因とされる。多くの舟屋が建て替えられていったが、集落規模や形態についての伝統が維持され続け、それ以後は大きな変化は無く、同形態、同規模で連続性のある舟屋群の景観が継承されている。現在でも約230棟の舟屋が伊根湾の海岸沿いに連続して建ち並び、歴史的風致を形成し、舟屋や主屋などからなる江戸末期から昭和初期にかけての伊根浦の町並みが残り、独特の歴史的景観を今日に伝えている。

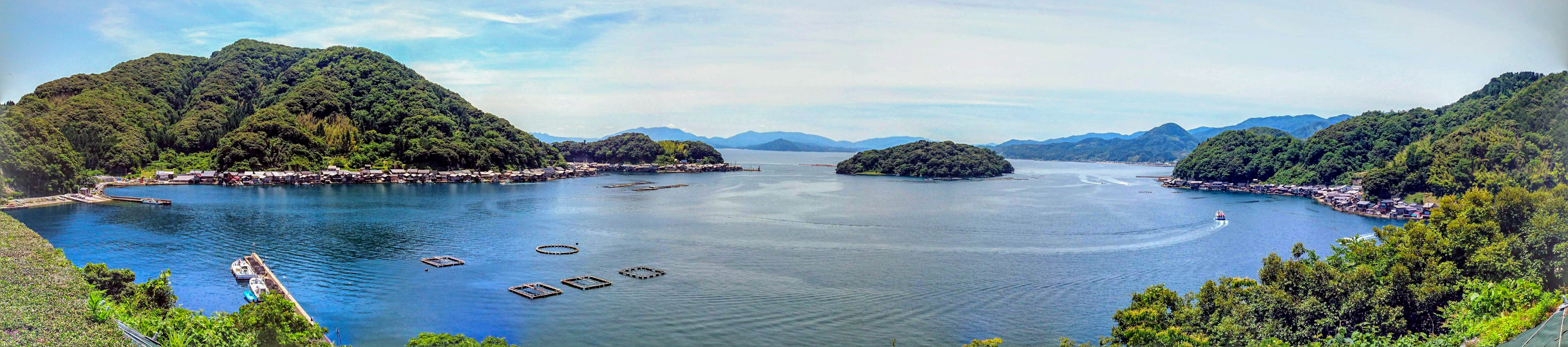
伊根湾全景。湾口には防波堤としての役割がある青島があり、沿岸の僅かな平地に舟屋が立ち並ぶ。

## 重要伝統的建造物群保存地区概要
当地区の選定において、選定種別として漁村、また選定区域内に海が含まれており、それらは国の重要伝統的建造物群保存地区の選定としては全国で初めてのことであった。江戸時代末期から昭和初期にかけ舟屋や主屋が連続して建てられ、伝統的建造物を残す漁村である。伊根湾口にある青島と伊根湾、また伊根湾をとり囲むようにある魚付林などの周辺環境と一体となって歴史的風致を形成している地区である。
- 地区名称：伊根町伊根浦伝統的建造物群保存地区[3]。
- 所在地：京都府与謝郡伊根町字亀島、字平田、字日出の各一部
- 種別：漁村
- 選定年月日：2005年（平成17年）7月22日
- 選定基準：伝統的建造物群及びその周囲の環境が地域的特色を顕著に示しているもの
- 保存地区面積：310.2ha
- 伝統的建造物：460件（下表参照）

| 内訳         | 内訳     | 内訳     | 件数 |
| ------------ | -------- | -------- | ---- |
| 伝統的建造物 | 建築物   | 主屋     | 133  |
| 伝統的建造物 | 建築物   | 土蔵     | 130  |
| 伝統的建造物 | 建築物   | 舟屋     | 113  |
| 伝統的建造物 | 建築物   | その他   | 64   |
| 伝統的建造物 | 構築物   | 構築物   | 5    |
| 環境物件     | 環境物件 | 環境物件 | 15   |
| 合計         | 合計     | 合計     | 460  |

### 課題
- 舟屋の基礎

現在の伊根湾沿岸に立ち並ぶ舟屋は、1931年（昭和6年）からの道路拡幅工事において、多くが投石と土砂により埋め立て造成された地盤に建っており、土砂流出などにより基礎が沈下していることが多く見られる。このため、海岸保全事業により地盤補強工事が行われ、平成23年度で、亀山から立石間がほぼ完了し、平田から日出間の施工が開始されている。
- 伊根浦の交通

先述したように道路は昭和に拡幅が行われているが、一部の狭い部分においては車のすれ違いが難しく、特に路上駐車があった場合、緊急車両の通行に支障を来すことも考えられる。そのため当地区に居住する各世帯の車両駐車場所についての配慮が必要である。また、観光客の車両についての対策も必要である。
- 伝統的建造物群保存と観光振興

当地区景観を単に保存するだけでなく、住民生活の向上のためには観光産業などに活用することも重要である。ただし、観光産業を発展させるために、漁村としての素朴さを消失したり、伝統的な連続した舟屋群の景観を崩したり、自然の破壊など、伊根浦の歴史的な趣きを損ねないための配慮が必要である。
- 防災

道路も狭く狭い地域に建物が立ち並び、また多くの家屋の外壁は板張りであるため、火災が起これば隣近所へ類焼することが考えられるため、防火対策や日常的に危機感を持ち防火意識を高める必要がある。また耐震対策も必要で、建造物の修理などを行う場合は、建築士による耐震診断を行い、壁には筋かいや補強金物、床には火打ち梁（金具）や床板を剛にするなどの耐震補強の必要がある。
- 空き家

後継者のいない世帯が多くなっており、すでに空き家の場合もある。また高齢世帯では建造物の管理ができない状況もあり、日常的な管理が行われない場合、建造物の傷みが早くなり、より重度の傷みが生じる。そのため空き家や建造物の管理ができない場合の対策を講ずる必要がある。

## その他
- 日本の森・滝・渚全国協議会による日本の渚100選に伊根湾舟屋群として選出されている[36]。
- 伊根の舟屋の景観は、映画やドラマのロケ地としても使われ『男はつらいよ 寅次郎あじさいの恋』、『釣りバカ日誌5』、『連続テレビ小説 ええにょぼ』などの撮影が行われている。また、家屋の構造が2017年アヌシー国際アニメーション映画祭グランプリを受賞したアニメ映画『夜明け告げるルーのうた』で主人公が住む家のモデルになっている[37]。

- 舟屋を時間貸しで貸し出したり、そこからの漁業が見学・体験ができるツアー、舟屋の内部見学や歴史解説などを含んだサイクリングツアーなども行われている[38]。

- 1971年（昭和46年）に京都府が企画し、京都在住の日本画家12名に府内の名勝を描かせた「京の百景」にも選出され、橋田二朗によって描かれ1973年（昭和48年）京都市内で開催された展覧会に出品された[39]。